# 沃洛季米里夫卡 (蘇梅區)
51°10′27″N 34°52′21″E / 51.17417°N 34.87250°E
弗拉基米里夫卡（烏克蘭語：Володимирівка）是位於烏克蘭東北部的村莊，由蘇梅州蘇梅區的霍廷市鎮負責管轄。該村距離新米科拉伊夫卡2公里，海拔高度183米，2001年人口149。